# Ma Qixi
Ma Qixi (chinesisch 馬啓西 / 马启西, Pinyin Mǎ Qǐxī; * 1857 in Lintan, Gansu; † 1914) war ein hui-chinesischer Gründer einer chinesisch-islamischen Schulrichtung. In Lintan in der Provinz Gansu gründete er Anfang des 20. Jahrhunderts die chinesische islamische Schulrichtung Xidaotang 西道堂 (zuerst Jinxingtang 金星堂 genannt), die sogenannte Chinesische Schule (Hanxue pai 汉学派), die hauptsächlich in Lintan und Hezheng in der nordwestchinesischen Provinz Gansu verbreitet ist, und auch Anhänger in der Provinz Qinghai, dem Autonomen Gebiet Xinjiang der Uiguren und in der Provinz Sichuan besitzt. Es ist eine hanafitische Schule der Sunni-Tradition ähnlich wie Qadim, die Jahriyya-Elemente aufgenommen hat. Werke von Liu Zhi und anderen dienen ihr als Da'wa-Quelle.
Zusammen mit Ikhwan und Gedimu zählt Xidaotang zu den Drei großen Schultraditionen Chinas.

### Nachschlagewerke
- Cihai („Meer der Wörter“), Shanghai cishu chubanshe, Shanghai 2002, ISBN 7-5326-0839-5 (Artikel: Xidaotang)